# Хворостівська сільська рада
Хворостівська сільська рада — сільська рада в Любомльському районі Волинської області (Україна) з адміністративним центром у селі Хворостів.

## Загальні відомості
Водоймища на території, підпорядкованій даній раді: річка Вижівка.

## Населені пункти
Сільській раді підпорядковані населені пункти:
- с. Хворостів
- с. Руда

## Склад ради
Рада складається з 16 депутатів та голови.

### Керівний склад ради
| ПІБ                        | Основні відомості                                                         | Дата обрання | Дата звільнення |
| -------------------------- | ------------------------------------------------------------------------- | ------------ | --------------- |
| Галуха Валентина Андріївна | Сільський голова, 1955 року народження, освіта, позапартійна              | 26.03.2006   | 31.10.2010      |
| Пархомук Петро Миколайович | Сільський голова, 1957 року народження, освіта вища, член народної партії | 31.10.2010   |                 |

Примітка: таблиця складена за даними джерела

## Населення
Згідно з переписом УРСР 1989 року чисельність наявного населення сільської ради становила 1190 осіб, з яких 534 чоловіки та 656 жінок.
За переписом населення України 2001 року в сільській раді мешкало 1180 осіб.

### Мова
Розподіл населення за рідною мовою за даними перепису 2001 року:
| Мова       | Відсоток |
| ---------- | -------- |
| українська | 99,07 %  |
| російська  | 0,85 %   |